# Open Sud de France 2021
L'Open Sud de France 2021 è stato un torneo di tennis giocato su campi in cemento indoor. È stata la 34ª edizione dell'evento conosciuto prima come Grand Prix de Tennis de Lyon e successivamente come Open Sud de France, ed appartiene alla serie ATP Tour 250 nell'ambito dell'ATP Tour 2021. Gli incontri si sono disputati nella Park&Suites Arena, a Montpellier, in Francia, dal 22 al 28 febbraio 2021 senza la presenza di pubblico a causa della pandemia di COVID-19 

## Partecipanti

### Teste di serie
| Nazionalità | Giocatore             | Ranking* | Testa di serie |
| ----------- | --------------------- | -------- | -------------- |
| Spagna      | Roberto Bautista Agut | 13       | 1              |
| Belgio      | David Goffin          | 15       | 2              |
| Serbia      | Dušan Lajović         | 27       | 3              |
| Polonia     | Hubert Hurkacz        | 30       | 4              |
| Italia      | Jannik Sinner         | 32       | 5              |
| Francia     | Ugo Humbert           | 30       | 6              |
| Italia      | Lorenzo Sonego        | 35       | 7              |
| Germania    | Jan-Lennard Struff    | 37       | 8              |

* Ranking all'8 febbraio 2021.

### Altri partecipanti
I seguenti giocatori hanno ricevuto una wildcard per il tabellone principale:
- Benjamin Bonzi
- Hugo Gaston
- Andy Murray

I seguenti giocatori sono passati dalle qualificazioni:

- Grégoire Barrère
- Peter Gojowczyk
- Tallon Griekspoor
- Bernabé Zapata Miralles

### Ritiri
Prima del torneo
- Pablo Carreño Busta → sostituito da  Dennis Novak
- Kyle Edmund → sostituito da  Gilles Simon
- Richard Gasquet → sostituito da  Sebastian Korda
- Filip Krajinović → sostituito da  Jiří Veselý
- Nick Kyrgios → sostituito da  Norbert Gombos
- Feliciano López → sostituito da  Mikael Ymer
- Reilly Opelka → sostituito da  Marcos Giron

## Partecipanti al doppio

### Teste di serie
| Nazione     | Giocatore        | Nazione     | Giovatore              | Ranking* | Testa di serie |
| ----------- | ---------------- | ----------- | ---------------------- | -------- | -------------- |
| Finlandia   | Henri Kontinen   | Francia     | Édouard Roger-Vasselin | 46       | 1              |
| El Salvador | Marcelo Arévalo  | Paesi Bassi | Matwé Middelkoop       | 99       | 2              |
| Danimarca   | Frederik Nielsen | Germania    | Tim Pütz               | 117      | 3              |
| India       | Divij Sharan     | Slovacchia  | Igor Zelenay           | 138      | 4              |

* Ranking aggiornato all'8 febbraio 2021.

### Altri partecipanti
Le seguenti coppie hanno ricevuto una wildcard per il tabellone principale:
- David Goffin /  Lucas Pouille
- Fabrice Martin /  Gilles Simon

La seguente coppia è entrata in tabellone con il ranking protetto:
- Dušan Lajović /  Marc López

## Campioni

### Singolare
David Goffin ha sconfitto in finale  Roberto Bautista Agut con il punteggio di 5-7, 6-4, 6-2.
- È il quinto titolo in carriera per Goffin, il primo della stagione.

### Doppio
Henri Kontinen /  Édouard Roger-Vasselin hanno sconfitto in finale  Jonathan Erlich /  Andrėj Vasileŭski con il punteggio di 6-2, 7-5.